# Neville Southall
Neville Southall (16. září 1958, Llandudno) je bývalý velšský fotbalista, brankář, legenda klubu Everton, v němž drží rekord v počtu odehraných utkání.
Za velšskou fotbalovou reprezentaci odehrál 92 utkání, což je velšský rekord.
S Evertonem vyhrál v sezóně 1984/85 Pohár vítězů pohárů. Stal se s ním dvakrát mistrem Anglie (1984–85, 1986–87) a dvounásobným vítězem FA Cupu (1984, 1995).
V roce 1985 byl v anketě FWA vyhlášen nejlepším fotbalistou Anglie. Časopis World Soccer ho roku 1999 vyhlásil 95. nejlepším fotbalistou 20. století.